# Иосиф III Русин
Митрополи́т Ио́сиф III Руси́н (ум. 1534) — митрополит Киевский, Галицкий и всея Руси (1523—1534).
Из полоцких дворян, был женат и имел сыновей Ивана и Михаила, «бояр полоцких», состоявших на службе у польского короля.
После смерти в 1516 году Полоцкого и Витебского архиепископа Евфимия (Окушковича) был назначен на Полоцкую кафедру, хиротония состоялась не позже 24 июля 1516 года.
Находясь на кафедре, проявлял заботу о материальном благополучии и правах православных.
После смерти митрополита Киевского Иосифа (Солтана, † 1521) был избран на митрополию в начале 1522 года. В 1523 году по благословению патриарха Иерусалимского Иеремии возведён в сан митрополита Киевского.
При нём вновь разгорелась вражда между латинянами и православными, защитником которых был Константин Острожский.
Незадолго до смерти Иосиф III «уступил» митрополию Луцкому и Острожскому епископу Макарию, который должен был управлять после его смерти.
Летописец называет его неучёным и близоруким. Католические и униатские писатели XVII—XVIII века признавали, что Иосиф был противником унии.